# 埃内斯托
埃内斯托（意大利语：L'Ernesto）是意大利重建共产党过去的政治派系。该派系出现于2007年2月，分裂自“身为共产主义者”派系。该派系得名于一份共产主义出版物《埃内斯托》。该派系的领导人是Fosco Giannini和Gianluigi Pegolo。2011年，该派系脱离重建共产党，转而加入意大利共产党人党。